# Bole (Nottinghamshire)
Bole – wieś w Anglii, w hrabstwie Nottinghamshire, w dystrykcie Bassetlaw. Leży 52 km na północny wschód od miasta Nottingham i 212 km na północ od Londynu.